# Филотей Самоковски
Филотей Самоковски е български духовник от Македония, митрополит на Самоковската епархия на Вселенската патриаршия.

## Биография
Според български източници е поден е в XVIII век със светското име Манзурски в град Мехомия, тогава в Османската империя. Дядо му Солун Тахчиев около 1700 година бяга от турски преследвания от село Осеново в Мехомия. Баща му Никола продължава бащиния занаят каменоделството, но сменя фамилията си на Ман(д)зурски. 
Филотей е брат на Илия Манзурски, а негов внук е Михаил Манзурски, за чието образование Филотей се грижи след смъртта на баща му Йосиф Илиев Манзурски.
Според гръцки източници Филотей е роден в Мория на Лесбос около 1740 година със светското име Идас (Ήντας).
Учи в килийното училище на Зографския манастир и се замонашва там около 1760 година.
В 1778 година в църквата „Свети Йоан Предтеча“ в Ксирокрини (Куручешме) е избран и през април 1778 година ръкоположен за митрополит на Самоков. Води църковните служби на църковнославянски език.
Оттегля се от поста си поради „поради дълбока старост... и също така липса на зрение“ и се връща в Зографския манастир, където умира около 1820 година.
Според гръцки източници се оттегля на Ксенофонт, където игумен е Паисий от Лесбос, негов приятел. Филотей допринася значително за възстановяването на новия католикон на манастира, който тогава започва да се изгражда. В притвора на новия католикон на манастира е изписан портрен Филотей като нов ктитор. Изобразяван е в напреднала възраст с калимявка, архиерейска мантия и каменен кръст около врата. Под наметалото и отпред носи отличителните знаци на монашеска схима. В лявата си ръка държи пастирски жезъл, а с дясната благославя. Изображението има надпис:
| „ | Φιλόθεος Μυτιληναίος, Μητροπολίτης Σαμακοβίου, αρχιερεύσας 42 έτη εν αυτή και κτήτωρ της εκκλησίας του μοναστηρίου Ξενοφώντος Филотей Митилински, самоковски митрополит, архиерей 42 години там и ктитор на църквата на манастира Ксенофонт | “ |

След избухването на Гръцката революция, той бяга заедно с другите ксенофонтски монаси в ксенофонтския метох „Преображение Господне“ на Скопелос, където умира в 1822 година.